# Pachyanthrax velleris
Pachyanthrax velleris är en tvåvingeart som beskrevs av Greathead 1980. Pachyanthrax velleris ingår i släktet Pachyanthrax och familjen svävflugor.
Artens utbredningsområde är Saudiarabien. Inga underarter finns listade i Catalogue of Life.